# 제3회 대종상
제3회 대종상의 시상식에 관한 내용이다.

## 수상 및 후보

### 최우수작품상
- 혈맥 - 한양영화사 수상

### 감독상
- 돌아오지 않는 해병 - 이만희 수상

### 시나리오상
- 혈맥 - 임희재 수상

### 남우주연상
- 혈맥 - 김승호 수상

### 여우주연상
- 혈맥 - 황정순 수상

### 남우조연상
- 쌀 - 김희갑 수상

### 여우조연상
- 김약국집 딸들 - 최지희 수상

### 촬영상
- 김약국집 딸들 - 변인집 수상

### 편집상
- 로맨스 그레이 - 양성란 수상

### 음악상
- 김약국집 딸들 - 김성태 수상

### 미술상
- 김약국집 딸들 - 이봉선 수상

### 특별장려상
- 쌀 - 신필름 수상

### 문화영화작품상
- 국립영화제작소 수상

### 녹음상
- 돌아오지 않는 해병 - 이경순 수상

### 신인상
- 돌아오지 않는 해병 - 서정민 수상